# Konačni pretvornik
Konačni pretvornik (konačni transduktor, konačni preobličavač, te još i konačni pretvarač) je konačni automat s dvije trake.
Kontrastirajte ovo s običnim konačnim automatom koji ima jednu traku. Za automat kažemo da prepoznaje niz znakova (string) ako sadržaj trake shvatimo kao ulaz. Drugim riječima, automat izračunava funkciju koja preslikava niz znakova u skup {0,1}. Alternativno, možemo reći da automat generira nizove znakova, što znači da traku shvaćamo kao izlaznu traku. S ovog gledišta, automat generira formalni jezik, koji je formalno definiran skupom nizova znakova nad abecedom. Oba gledišta na automat su istovjetna - funkcija koju automat izračunava je točno karakteristična funkcija jezika kojeg prepoznaje. Klasa jezika koje konačni automat generira jest klasa regularnih jezika.
Dvije trake transduktora se tipično gledaju kao ulazna traka i izlazna traka. Po ovom pogledu, za transduktor kažemo da transducira (ili preoblikuje) sadržaj svoje ulazne trake na izlaznu traku, prihvaćanjem niza znakova na svojoj ulaznoj traci i pisanjem drugog niza na svojoj izlaznoj traci. Tu pretvorbu može obaviti i nedeterministički te na taj način proizvesti više nego jedan izlaz za svaki ulazni niz. Transduktor također može i ne proizvesti izlaz za dani ulazni niz, u kojem pak slučaju kažemo da ne prihvaća (ili odbija) ulaz. Općenito, transduktor izračunava relaciju između dva formalna jezika. Klasa relacija koju izračunavaju konačni transduktori jest klasa racionalnih relacija.

## Formalna definicija
Formalno, konačni transduktor T je šestorka (Q, Σ, Γ, I, F, δ) takva da:
- Q je konačan skup stanja;
- Σ je konačan skup ulaznih znakova (ili ulazna abeceda);
- Γ je konačan skup izlaznih znakova (ili izlazna abeceda);
- I je podskup skupa Q, skup početnih (ili inicijalnih) stanja;
- F je podskup skupa Q,skup konačnih (ili finalnih) stanja; i
- {\displaystyle \delta \subseteq Q\times (\Sigma \cup \{\epsilon \})\times (\Gamma \cup \{\epsilon \})\times Q} (gdje je ε prazni niz) je relacija prijelaza.

Par (Q, δ) možemo shvatiti kao usmjereni graf (digraf) poznat kao graf prijelaza automata T: skup vrhova je Q, a {\displaystyle (q,a,b,r)\in \delta } znači da postoji označeni (labelirani) brid iz vrha q prema vrhu r. Još kažemo da je a ulazna oznaka (ili ulazna labela) a b je izlazna oznaka (ili izlazna labela) tog brida.
Definiramo proširenu relaciju prijelaza {\displaystyle \delta ^{*}} kao najmanji skup takav da:
- {\displaystyle \delta \subseteq \delta ^{*}};
- {\displaystyle (q,\epsilon ,\epsilon ,q)\in \delta ^{*}} za svaki {\displaystyle q\in Q}; i
- ako {\displaystyle (q,x,y,r)\in \delta ^{*}} i {\displaystyle (r,a,b,s)\in \delta } tada {\displaystyle (q,xa,yb,s)\in \delta ^{*}}.

Proširena relacija prijelaza jest u biti refleksivno okruženje grafa prijelaza koji je povećan na način da uzima u obzir i oznake bridova. Elementi relacije {\displaystyle \delta ^{*}} su poznati kao putevi. Bridne oznake puta se dobiju nadovezivanjem bridnih oznaka svojih sastavnih prijelaza u redoslijedu.
Ponašanje transduktora T je racionalna relacija [T] definirana na sljedeći način: {\displaystyle x[T]y} ako i samo ako postoji {\displaystyle i\in I} i {\displaystyle f\in F} takvi da {\displaystyle (i,x,y,f)\in \delta ^{*}}. Ovime kao da kažemo da T transducira niz znakova {\displaystyle x\in \Sigma ^{*}} u niz znakova {\displaystyle y\in \Gamma ^{*}} ako postoji put od početnog do konačnog stanja čija je ulazna oznaka x i izlazna oznaka y.

## Operacije nad konačnim transduktorima
Sljedeće operacije definirane nad konačnim automatima također vrijede i za konačne transduktore:
- Unija.  Za dane transduktore T i S, postoji transduktor {\displaystyle T\cup S} takav da {\displaystyle x[T\cup S]y} ako i samo ako {\displaystyle x[T]y} ili {\displaystyle x[S]y}.
- Nadovezivanje (konkatenacija).  Za dane transduktore T i S, postoji transduktor {\displaystyle T\cdot S} takav da {\displaystyle wx[T\cdot S]yz} ako i samo ako {\displaystyle w[T]y} i {\displaystyle x[S]z}.
- Kleeneov operator.  Za dani transduktor T, postoji transduktor {\displaystyle T^{*}} sa sljedećim svojstvima: (1) {\displaystyle \epsilon [T^{*}]\epsilon }; (2) ako {\displaystyle w[T^{*}]y} i {\displaystyle x[T]z} tada {\displaystyle wx[T^{*}]yz}; i {\displaystyle x[T^{*}]y} ne vrijedi osim ako to ne nalažu (1) ili (2).

Uočite da ne postoji operacija presjeka transduktora. Umjesto toga, postoji operacija kompozicije koja je specifična za transduktore i čija je konstrukcija slična onoj pri presjeku drugih automata. Kompozicija je definirana na sljedeći način:
- Za dani transduktor T nad abecedama Σ i Γ i transduktor S nad abecedama Γ i Δ, postoji transduktor {\displaystyle T\circ S} nad Σ i Δ takav da {\displaystyle x[T\circ S]z} ako i samo ako postoji niz znakova {\displaystyle y\in \Gamma ^{*}} takav da {\displaystyle x[T]y} i {\displaystyle y[S]z}.

Također se može napraviti projekcija neke od traka transduktora kako bi se dobio automat. Postoje dvije funkcije projekcije:
{\displaystyle \pi _{1}} čuva ulaznu traku, i {\displaystyle \pi _{2}} čuva izlaznu traku.  Prva projekcija, {\displaystyle \pi _{1}} je definirana na sljedeći način:
- Za dani transduktor T, postoji konačni automat {\displaystyle \pi _{1}T} takav da {\displaystyle \pi _{1}T} prihvaća x ako i samo ako postoji niz znakova y za koji {\displaystyle x[T]y}.

Druga projekcija, {\displaystyle \pi _{2}} je definirana na sličan način.

## Dodatna svojstva konačnih transduktora
- Odlučivo je je li relacija [T] transduktora T prazna.
- Odlučivo je postoji li niz znakova y takav da x[T]y za dani niz znakova x.
- Neodlučivo je jesu li dva transduktora istovjetna.

## Vidjeti također
- Mealyev automat
- Mooreov automat